# Dictyophorodelphax usingeri
Dictyophorodelphax usingeri är en insektsart som beskrevs av Otto Herman Swezey 1937. Dictyophorodelphax usingeri ingår i släktet Dictyophorodelphax och familjen sporrstritar. Inga underarter finns listade i Catalogue of Life.